# Shannon Holtzapffel
Shannon Christiaan Holtzapffel Antoine (ur. 9 października 1985 w Delfcie) − holendersko-australijski  choreograf, aktor i tancerz. Współpracował z Christiną Aguilerą, Kylie Minogue, Jennifer Lopez, Whitney Houston, Kelly Clarkson, Willem Youngiem, Janet Jackson, Darrenem Hayesem czy Britney Spears.

## Życiorys

### Wczesne lata
Urodził się w Delfcie w Holandii jako syn Delii, Australijki pracującej w przemyśle rozrywkowym, i Lee Holtzapffela, holenderskiego importera. W 1989 wraz z rodziną przeprowadził się do Brisbane w Australii, gdzie w wieku sześciu lat uczęszczał do Johnny Young Talent School. Mając siedem lat został obsadzony w swoim pierwszym profesjonalnym musicalu Richarda Rodgersa i Oscara Hammersteina Król i ja (The King and I) i w reklamie telewizyjnej. Jako nastolatek kontynuował naukę tańca w Davidia Lind Dance Centre. Jako młody wykonawca został wybrany do produkcji Śpiąca królewna w Queensland Ballet prowadzony przez Charlesa Lisnera w Queensland oraz Manon i Don Kichot w Australian Ballet w Melbourne. Poza tańcem uprawiał gimnastykę i zdobywał w tej dziedzinie liczne wyróżnienia.

### Kariera
Brał udział w australijskich serialach: ABC The Wayne Manifesto z Brooke Harman, Network Ten Medivac z Grantem Bowlerem i Fields of Fire II z Gosią Dobrowolską. Gdy miał siedemnaście lat otrzymał stypendium w prestiżowym Edge Performing Arts Center w Los Angeles. Pracował jako model i aktor, a także jako tancerz i choreograf. Wziął udział w ponad 30 reklamach telewizyjnych, licznych teledyskach i programach telewizyjnych, w tym A Step Away (2013), a także filmach kinowych – animowanym George’a Millera Happy Feet: Tupot małych stóp (Happy Feet, 2006) i musicalu familijno-komediowym Muppety (The Muppets, 2011) oraz  dokumentalnych – Britney: For the Record (2008) i Michael Jackson’s This Is It (2010). Był częścią światowej kampanii marketingowej muzycznej gry wideo Michael Jackson: The Experience (2010).
W swoim dorobku ma również trasy koncertowe z Whitney Houston oraz występy w teledyskach do utworów Christiny Aguilery „Not Myself Tonight” (2010) i „Let There Be Love” (2013). Z Aguilerą występował też na scenie, podczas jej koncertów, między innymi The Xperience w 2020.
Inni artyści, z którymi współpracował to Katy Perry, Mariah Carey, Taylor Swift, Kelly Clarkson, Jennifer Hudson, Will Young, Janet Jackson i Darren Hayes. W 2011 dołączyła do Kylie Minogue podczas trasy Aphrodite: Les Folies Tour, a następnie w kinowej wersji Kylie 3D – Aphrodite Les Folies Live in London (2011). Potem wystąpił w filmie Jennifer Lopez: Dance Again 3D (2013) dokumentującym trasę koncertową Jennifer Lopez – Dance Again World Tour (2012).
W 2014 wspólnie z Paulą Abdul, Jasonem Gilkisonem i Aaronem Cashem był sędzią czwartego sezonu australijskiej wersji programu rozrywkowego So You Think You Can Dance.
Tańczył na przyjęciu w Hollywood w komediodramacie muzycznym Damiena Chazelle’a La La Land (2016) u boku Ryana Goslinga. W biograficznym dramacie muzycznym Król rozrywki (2017) z Hugh Jackmanem, Zakiem Efronem, Michelle Williams, Rebeccą Ferguson i Zendayą wcielił się w kapitana Costentenusa.
Jego dorobek telewizyjny obejmuje ceremonia wręczenia Oscarów, Emmy, Grammy, American Music Awards, MTV Movie Awards, American Idol, Glee, Dancing with the Stars i Your Chance To Dance (2010). Jest także choreografem Smokey Robinson Presents Human Nature: The Motown Show, który odbywa się w Venetian, przy bulwarze Las Vegas Strip.

## Filmografia
| Rok  | Tytuł                                                        | Rola                                           | Reżyser                 |
| ---- | ------------------------------------------------------------ | ---------------------------------------------- | ----------------------- |
| 2009 | Michael Jackson’s This Is It (film dokumentalny)             | w roli samego siebie                           | Kenny Ortega            |
| 2010 | Oświadczyny po irlandzku                                     | Ron Randell                                    | Anand Tucker            |
| 2011 | Muppety                                                      | tancerz                                        | James Bobin             |
| 2012 | Les Misérables. Nędznicy                                     | nieokreślona niewielka rola                    | Tom Hooper              |
| 2012 | Czysta krew (True Blood, serial TV) odc.: „We’ll Meet Again” | tancerz                                        | Romeo Tirone            |
| 2015 | Ted 2                                                        | tancerz                                        | Seth MacFarlane         |
| 2016 | La La Land                                                   | tancerz na przyjęciu w Hollywood               | Damien Chazelle         |
| 2017 | Król rozrywki (The Greatest Showman)                         | osobliwy tancerz (także choreografia)          | Michael Gracey          |
| 2018 | Zwykłe chwile (All These Small Moments)                      | Chester, mężczyzna przez telefon i aresztowany | Melissa Miller Costanzo |

### Teledyski
| Rok  | Tytuł                                | Wykonawca          |
| ---- | ------------------------------------ | ------------------ |
| 2009 | „All the Right Moves”                | OneRepublic        |
| 2010 | „Not Myself Tonight”                 | Christina Aguilera |
| 2010 | „Beautiful Monster”                  | Ne-Yo              |
| 2010 | „Giddy on Up”                        | Laura Bell Bundy   |
| 2010 | „Maniac”                             | Girlicious         |
| 2013 | „Let There Be Love”                  | Christina Aguilera |
| 2014 | „All About You”                      | Hilary Duff        |
| 2017 | „Beautiful Trauma” (wersja taneczna) | P!nk               |